# Errea
Pour l’article homonyme, voir Erreà.
Errea est un village situé dans la commune d'Esteribar dans la Communauté forale de Navarre, en Espagne.
Ce hameau, qui n'a pas le statut de concejo, est situé dans la zone linguistique bascophone de Navarre.

## Présentation
Le plus ancien document sur Errea date de 1274.
Ce village ne contient plus que 9 habitants et son territoire a une superficie de 4,38 km2.

## Patrimoine
- Église Nuestra Señora del Rosario, église du XVIIe siècle, mais d'origine médiévale[2],[1].